# Броновиці (Люблінське воєводство)
Броновіце (пол. Bronowice) — село в Польщі, у гміні Пулави Пулавського повіту Люблінського воєводства.
Населення — 550 осіб (2011).

## Демографія
Демографічна структура станом на 31 березня 2011 року:
|          | Загалом | Допрацездатний вік | Працездатний вік | Постпрацездатний вік |
| -------- | ------- | ------------------ | ---------------- | -------------------- |
| Чоловіки | 277     | 62                 | 180              | 35                   |
| Жінки    | 273     | 53                 | 159              | 61                   |
| Разом    | 550     | 115                | 339              | 96                   |